# 西北太平洋樹章魚
西北太平洋樹章魚（英文：Pacific Northwest tree octopus）是一個互聯網惡作劇，由Lyle Zapato於1998年始創，論述一種不存在的虛構章魚物種。他聲稱這種章魚跟其他章魚最大的區別，是能夠同時在陸地及水裡生活。另外，為大腳怪所獵食。

## 簡介
西北太平洋樹章魚的「學名」是：，是一種頭足綱章鱼目章鱼科章魚屬生物。其聲稱的分佈範圍位於北美洲西岸（美国华盛顿州西部）奥林匹克半岛的溫帶雨林內。它們的棲息地坐落在奧林匹克山脈東側，毗鄰胡德運河。這些孤獨的頭足類動物的平均大小達到30-33厘米（從手臂尖端到其頭膜頂尖的距離）。與大多數其他頭足類動物不同的是，樹章魚是兩棲的。牠們在憤怒時會噴出毒霧，能麻痺四肢5分鐘，使牠們可以及時逃走。
西北太平洋樹章魚曾經在整個卡斯卡迪亚地區都有很豐富的數量，但由於當地人不斷對其獵食及用作帽飾，使這物種面臨滅絕威脅。

## 外部連結
- Official site （页面存档备份，存于）